# دهستان اغلان‌تپه
دهستان اغلان‌تپه دهستانی در بخش رامجین شهرستان چهارباغ، استان البرز در ایران است.

## جمعیت
براساس سرشماری مرکز آمار ایران در سال ۱۳۹۵، جمعیت آن ۷،۱۶۵ نفر بوده‌است.